# Xã Wyoming, Quận Lee, Illinois
Xã Wyoming (tiếng Anh: Wyoming Township) là một xã thuộc quận Lee, tiểu bang Illinois, Hoa Kỳ. Năm 2010, dân số của xã này là 1.376 người.